# Mạc Công Bính
 (avril 2019).
Si vous disposez d'ouvrages ou d'articles de référence ou si vous connaissez des sites web de qualité traitant du thème abordé ici, merci de compléter l'article en donnant les références utiles à sa vérifiabilité et en les liant à la section « Notes et références ».
Mạc Công Bính (鄚公柄, ?-1792) est un mandarin de la dynastie Nguyễn, dirigeant du Hà Tiên de 1789 à 1792. Il est le petit-fils de Mạc Thiên Tứ.